# Léon Boëllmann
Léon Boëllmann, född 25 september 1862 i Alsace, död 11 oktober 1897, var en fransk kompositör och organist.
Han var verksam i kyrkan Saint-Vincent-de-Paul i Paris. Han är känd för ett stort antal orgelkompositioner och större orkesterverk samt kammarmusik.

## Orgelverk
- Suite gothique, op.25
- Heures mystiques